# Utricularia amotape-huancabambensis
Utricularia amotape-huancabambensis — вид рослин із родини пухирникових (Lentibulariaceae).

## Етимологія
Видовий епітет стосується зони Амотапе-Уанкабамба, району навколо западини Уанкабамба, часткового перериву гірського хребта Анд дренажною системою річки Чамая, яка займає значну частину найпівнічнішого Перу і південний край Еквадору. Мозаїчний ландшафт цього регіону характеризується надзвичайною різноманітністю різних типів середовища існування. Зокрема, є високий рівень вузького ендемізму, зосередженого на цій відносно невеликій території. Назва цього нового виду була вибрана, щоб спонукати Перу та Еквадор активізувати невідкладні зусилля щодо збереження решти місць проживання в цьому дуже фрагментованому ландшафті.  

## Біоморфологічна характеристика
Вид тісно споріднений з U. unifolia. Відрізняється від нього широкояйцеподібною чи округлою листковою пластиною, довшими листовими ніжками і суцвіттям, значно більшими квітками з білим чи трохи лавандовим віночком і верхньою губою, трохи довшою і ширшою за чашечку. Шпора кінцево вигнута донизу.

## Середовище проживання
Ендемік Перу. Наразі він відомий з двох популяцій, обидві розташовані в провінції Бонгара, Амазонас на висоті ≈ 2200 м.